# Culto della personalità di Stalin
Il culto della personalità di Iosif Stalin divenne una parte prominente della cultura sovietica nel dicembre del 1928, dopo una sontuosa celebrazione per il 50º compleanno del leader. Durante il regime di Stalin, la stampa sovietica lo presentava come un leader onnipotente e onnisciente, mentre dal 1936 si riferì a lui come il "Padre delle nazioni".

## Figura di Stalin nella propaganda e nei mass media

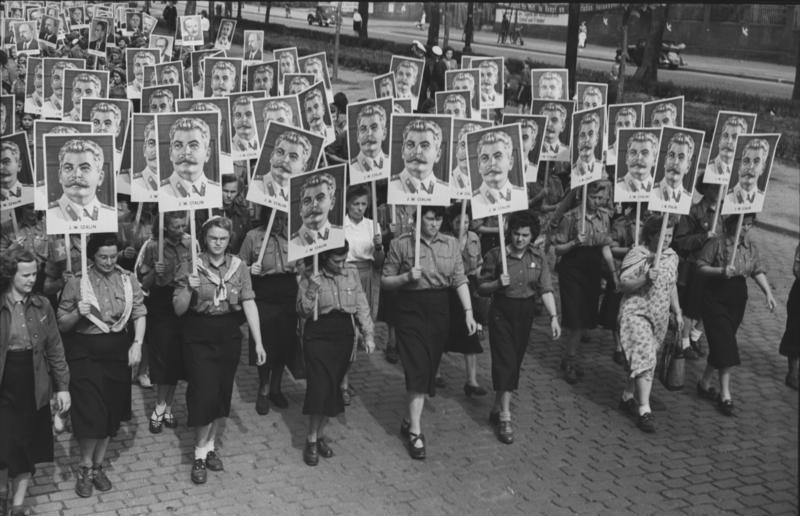
Ragazze della Libera Gioventù Tedesca reggono dei ritratti di Stalin al III Festival mondiale della gioventù e degli studenti a Berlino Est nel 1951.

La stampa sovietica continuamente elogiava Stalin, descrivendolo con parole come "Grande", "Amato", "Audace", "Saggio", "Ispiratore" e "Genio". Lo ritraeva come portatore di una figura paternale ancora più forte e chiamava i cittadini come "suoi figli". L'interazione tra Stalin e i bambini divenne un elemento chiave del culto della personalità: il leader spesso prendeva parte a scambi di regali molto pubblicizzati con i bambini sovietici provenienti da diverse etnie. Dal 1935, la frase "Grazie amato Stalin per un'infanzia felice!" (in russo Спасибо любимому Сталину – за счастливое детство!?, Spasibo ljubimomu Stalinu – za sčastlivoe detstvo!) apparve nei corridoi di asili, orfanotrofi e scuole; anche i bambini recitavano lo slogan nei festival.
I discorsi descrivevano Stalin come "Il nostro miglior lavoratore delle fattorie collettive", "Il nostro infaticabile lavoratore, il meglio del nostro meglio" e "Il nostro caro, la nostra stella guida". La figura di Stalin come padre era un modo con cui i propagandisti sovietici cercavano di incorporare la simbologia e il linguaggio della religione nel culto della personalità, in opposizione ai preti della Chiesa ortodossa russa. Il culto della personalità adottò anche le tradizioni cristiane della processione e della devozione di icone attraverso le parate staliniste e le effigie. Riapplicando vari aspetti della religione al culto personale, la stampa sperava di spostare la devozione dalla chiesa a Stalin.
Inizialmente, la stampa cercava anche di dimostrare l'esistenza di un collegamento diretto tra Stalin e la gente comune, mentre i giornali pubblicavano lettere collettive da lavoratori agricoli e industriali che elogiavano il leader, nonché poesie e testimonianze di incontri con Stalin. Subito dopo la rivoluzione d'ottobre del 1917, Ivan Tovstucha realizzò una sezione biografica di Stalin per il Dizionario enciclopedico Granat. Anche se la maggior parte della descrizione riguardo alla carriera di Stalin era stata molto adornata, ottenne un così gran favore del pubblico tanto da far pubblicare un libretto di 14 pagine dedicato al leader, chiamato Iosif Vissarionovič Stalin: Una breve biografia con una tiratura di 50 000 copie. Tuttavia, queste specie di resoconti diminuirono dopo la seconda guerra mondiale, poiché Stalin si ritirò dalla vita pubblica mentre la stampa invece iniziò a concentrarsi su un contatto remoto (per esempio, con testimonianze del recapito di un telegramma da Stalin). Un altro aspetto importante della figura di Stalin nei mass media era la sua stretta associazione con Lenin: infatti la stampa ritraeva il dittatore come un fedele compagno dal quale aveva appreso i suoi insegnamenti, divenendo quindi il degno successore per la guida bolscevica del Paese dopo la morte di Lenin. Stalin difendeva a spada tratta la correttezza delle opinioni di Lenin in pubblico, implicando così la sua assoluta fedeltà al leninismo e la leadership senza alcuna colpevolezza.
Tuttavia, Lenin non voleva Stalin come suo successore poiché lo riteneva "troppo rude" e sosteneva che il partito avrebbe dovuto trovare uno "più paziente, più fedele, più garbato". Stalin non ebbe completamente successo nel sopprimere il testamento di Lenin, temendo di essere deposto dalla sua carica di Segretario generale del PCUS. Tuttavia molti studiosi come lo storico Stephen Kotkin hanno affermato che tali affermazioni di Lenin erano effettivamente delle falsità, poiché non erano state scritte o firmate da Lenin stesso ma probabilmente furono pronunciate da lui e trascritte in seguito. Secondo V. A. Sacharov, le date di questi presunti falsi contraddicono quelle presenti nei diari dei segretari e dei dottori di Lenin. Kotkin argomenta che i leader del Partito, sia Stalin che i suoi oppositori, erano a conoscenza dei falsi scritti e per questo non ebbero un grande impatto e Stalin non fu rimosso dall'incarico anche se lui stesso si offrì di dimettersi. Stalin non contestò la validità dei falsi ma trasformò questi in un'arma di propaganda contro i suoi nemici. La parte probabilmente falsa del testamento lo descriveva come "troppo rude", e Stalin ammise e chiese perdono per la sua maleducazione, affermando però che non poteva rinunciare alla scortesia con chi danneggiava il Partito. La sorella di Lenin, Marija Ul'janova, difese Stalin dagli oppositori riguardo alla sua amicizia con il fratello e, in seguito, anche la moglie del rivoluzionario bolscevico, Nadežda Krupskaja, iniziò a difendere Stalin nonostante il sostegno iniziale per Grigorij Zinov'ev.
Dopo la morte di Lenin nel 1924, circolarono in tutta l'URSS più di 500 000 copie di una fotografia che lo ritraeva mentre parlava con Stalin su una panchina. Prima del 1932, la maggior parte dei poster di propaganda sovietica mostravano Lenin e Stalin insieme. Tuttavia, le due figure iniziarono a "combaciare" nella stampa sovietica e Stalin divenne la personificazione vivente di Lenin. Inizialmente, la stampa attribuiva ogni successo dell'URSS alla saggia leadership di Lenin e Stalin, ma in seguito quest'ultimo divenne la causa del benessere sovietico.

## Altre manifestazioni di devozione
Stalin divenne il principale soggetto della letteratura, della poesia, della musica, dei dipinti e dei film che esibivano una devozione servile. Un esempio, è l'Inno a Stalin di A. V. Avidenko:
Tu che hai fatto nascere l'uomo.

Tu che fruttifichi la terra,

Tu che ridai ai secoli,

Tu che fai fiorire in primavera,

Tu che fai vibrare gli accordi musicali...

Tu, splendore della mia primavera, Oh tu,

Sole riflesso da milioni di cuori.»

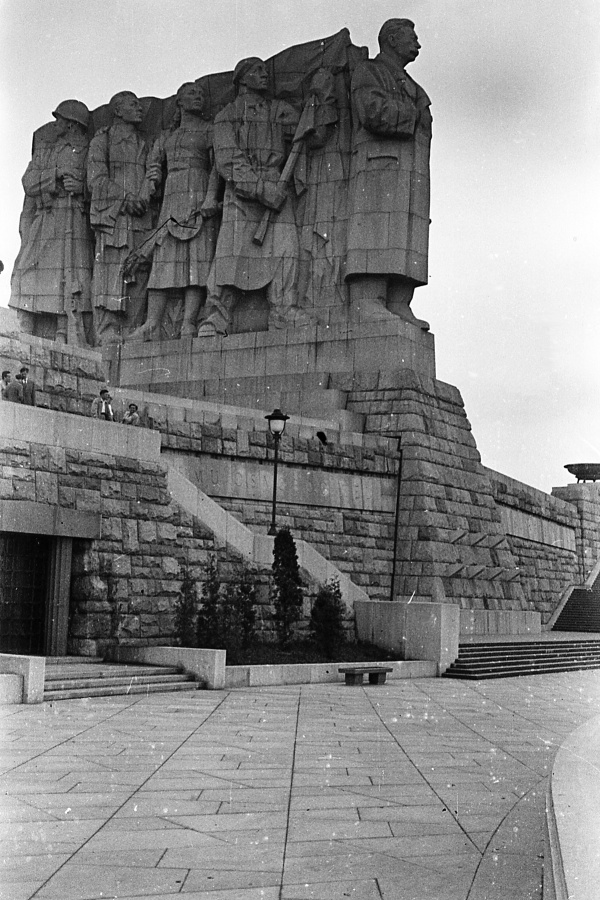
Monumento di Stalin a Praga.

I luoghi pubblici sovietici erano adoranti da numerosi ritratti e statue di Stalin e nel 1955 fu realizzato a Praga un monumento gigante dedicate al leader sovietico, rimosso poi nel 1962. L'opera era un regalo per il 69º compleanno di Stalin dalla Cecoslovacchia, e dopo 5 anni di realizzazione fu finalmente mostrato al pubblico il massiccio monumento di 17.000 tonnellate, dove Stalin veniva ritratto davanti a un gruppo di operai. Le statue di Stalin lo ritraevano con un'altezza prossima a quella dell'imperatore Alessandro III, ma le prove fotografiche suggeriscono che era tra i 165 e i 168 cm. L'arte dedicata a Stalin apparve privatamente: a partire dai primi anni trenta, molte abitazioni private cominciarono ad avere delle stanze dedicate al leader e con il suo ritratto. Sebbene non fosse parte di un'uniforme ufficiale, i leader di Partito in tutta l'URSS emularono il consueto abbigliamento di Stalin (con giacca verde scura, pantaloni alla zuava, stivali e cappello) per dimostrare la loro devozione.
L'avvento del culto portò anche ad una serie di cambi di nome: numerosi paesi, villaggi e città furono infatti rinominati in onore di Stalin, inoltre il Premio di Stato dell'Unione Sovietica e Premio Lenin per la pace furono cambiati rispettivamente in "Premio Stalin" e "Premio Stalin per la pace". Il dittatore accettò anche numerosi titoli grandiloquenti come "Padre delle nazioni", "Edificatore del socialismo", "Architetto del comunismo" e "Guida dell'umanità progressista".
Il culto raggiunse nuovi livelli dopo la seconda guerra mondiale, con l'inclusione del nome di Stalin all'interno del nuovo Inno dell'Unione Sovietica scritto nel 1943.

## Stalin e i giovani
Un mezzo di diffusione del culto di Stalin era il Komsomol, ovvero l'Unione della Gioventù Comunista Leninista di tutta l'Unione creata nel 1918. Le età dei giovani iscritti erano comprese tra i 9 e i 28 anni, rendendo così più facile l'indottrinamento e quindi la diffusione dell'ideologia riformulata da Stalin nell'URSS, anche se inizialmente l'organizzazione avrebbe dovuto formare la nuova generazione di socialisti secondo il marxismo-leninismo. Far parte del Komsomol significava essere favoriti nell'ottenimento di borse di studio o di un lavoro. Come in molti altri gruppi giovanili, venivano enfatizzati l'educazione e la salute dei suoi membri, con attività fisiche e sportive; il Komsomol si concentrava inoltre sul comportamento e le personalità dei giovani, incoraggiando loro a escludere chiunque non incarnasse i valori di un socialista. Nei casi di bugie e imbrogli nei cortili scolastici, si verificarono dei veri e propri "processi in classe". Stalin voleva che il meglio dovesse prevalere nella sua immagine della futura Unione Sovietica, così attuò un decreto che avrebbe punito i giovani delinquenti in modo da rendere le "mele buone" coloro che avrebbero tracciato la via per la sua società ideale.
Oltre alle organizzazioni, anche l'animazione influenzò i bambini: cartoni come il corto del 1949 Čužoj golos (Чужой голос, "La voce degli stranieri") diretto da Ivan Ivanov-Vano, rinforzavano il nazionalismo ritraendo il modo di pensare e le usanze straniere come strane e indesiderabili. I bambini giocavano anche ad una loro versione di "Cowboy e indiani" nota come "Rossi e bianchi" dove alcuni facevano a gara per il ruolo dei principali leader di Partito come Stalin.

## Illusione di un supporto unanime
Il culto della personalità esisteva principalmente tra le masse sovietiche e non vi erano manifestazioni esplicite di devozione tra i membri del Politburo e gli ufficiali di alto rango del Partito. Tuttavia, la paura di essere emarginati rendeva gli oppositori esitanti nell'esprimere onestamente le proprie opinioni. Questa atmosfera di autocensura creò l'illusione di un supporto indiscusso al governo di Stalin, e tale percezione alimentò il culto tra la popolazione. Il Politburo e il Comitato esecutivo dell'Internazionale Comunista diedero l'impressione di essere unanimi nell'accettare le sue decisioni anche quando non era il caso, ma molti leader di alto rango del Politburo come Ždanov e Kaganovič spesso si mostrarono in disaccordo con Stalin. Inoltre, il dittatore non sempre riuscì a far approvare i propri decreti, anche se il popolo non ne veniva a conoscenza. La leadership del Partito discuteva diverse alternative ma si presentava sempre monolitica al mondo esterno per apparire più forte, più credibile e unita. I dirigenti la consideravano una corretta pratica leninista, dato che il principio organizzativo del centralismo democratico garantiva la "libertà di dibattito" ma richiedeva "unità d'azione" non appena veniva presa una decisione. La minoranza si sentiva in dovere di sottostare al volere della maggioranza e lo stesso Stalin agiva così quando perdeva in una votazione.

## Opinione di Stalin sul suo culto
Il pensiero di Stalin riguardo al proprio culto non è ancora chiaro: come Lenin, si comportava in pubblico con modestia. John Gunther nel 1940 descrisse la cortesia e le buone maniere con i visitatori del "più potente essere umano al mondo". Negli anni trenta, Stalin fece numerosi discorsi volti a diminuire l'importanza dei singoli leader e denigrare il culto intorno alla sua persona definendolo come non-bolscevico; enfatizzò invece l'importanza delle più ampie forze sociali. Le azioni pubbliche di Stalin sembravano supportare il suo disdegno del culto: spesso il leader modificava i rapporti dei ricevimenti al Cremlino, tagliando gli applausi e gli elogi per lui e aumentandone per gli altri leader sovietici. Walter Duranty affermò che Stalin modificò una frase nella bozza della sua intervista con il dittatore cambiandola da "erede del manto di Lenin" a "fedele servitore di Lenin". Inoltre, nel 1936, Stalin proibì la rinomina di altri luoghi in suo onore.
Tuttavia, Gunther notò che Stalin "permetteva e incoraggiava la propria deificazione virtuale [...] La sua venerazione era bizantina". Il dittatore avrebbe potuto facilmente interrompere l'adorazione, ma non lo fece perché "sa che i russi capiscono un maestro. O forse gli piacevano". Un manifesto del 1934 uscì rappresentando la "bandiera di Marx-Engels-Lenin-Stalin" e all'epoca Stalin omise il proprio nome. Ancora, nel 1938 Stalin si sentiva tutt'altro che a proprio agio con la bandiera con il suo nome. Anche Molotov in alcune memorie affermava che Stalin resisteva a questo "culto della personalità" ma che presto iniziò ad accettarlo.
Per certi aspetti, Stalin accettava la dedizione del popolo sovietico nei suoi confronti come incarnazione del Partito, ma scoraggiava ogni interesse nella sua vita privata e familiare, divulgando solamente pochissime informazioni personali. Raramente appariva in pubblico o incontrava gli ambasciatori, e fino al 1940 aveva incontrato in vent'anni solamente sette giornalisti per delle interviste formali, e durante il primo piano quinquennale non fece discorsi né apparizioni pubbliche per i primi 18 mesi. Il comunista finlandese Arvo Tuominen riportò un brindisi sarcastico proposto da Stalin per una festa di Capodanno nel 1935: "Compagni! Voglio proporre un brindisi al nostro patriarca, Sole e vita, liberatore di nazioni, architetto del socialismo [...] Iosif Vissarionovič Stalin, e spero che questo sia il primo e ultimo discorso fatto stasera a questo genio".

## Storie dell'infanzia di Stalin
Il 16 febbraio 1938, dopo la pubblicazione di un libro intitolato Storie dell'infanzia di Stalin (in russo Рассказы о детстве Сталина?, Rasskazy o detstve Stalina). il comitato editoriale fu costretto a ritirare il libro perché Stalin lo considerava come un esempio eccessivo di venerazione eroica che elevava la sua immagine a proporzioni idealistiche. Stalin parlò con sdegno di tale eccesso, affermando che l'idolatria non doveva essere un sostituto del rigoroso studio bolscevico, e poteva essere interpretato come una colpa del bolscevismo per le deviazioni di destra nell'URSS. In particolare scrisse:
Un ritratto più accurato dell'infanzia e dei raggiungimenti di Stalin possono essere trovati in molti altri tipi di letteratura.

## Destalinizzazione

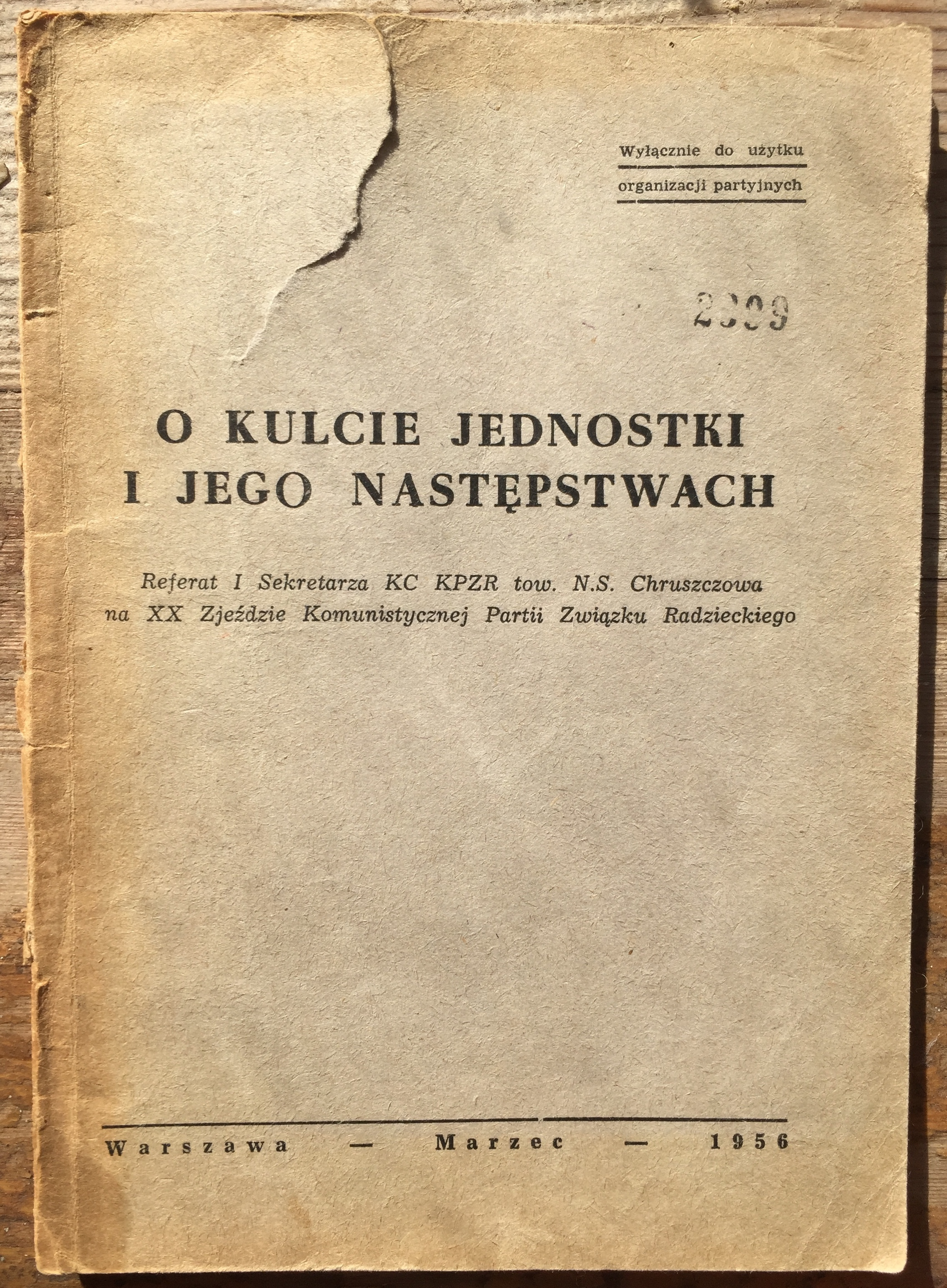
O kulcie jednostki i jego następstwach, Varsavia, marzo 1956, prima edizione del Rapporto segreto pubblicato a uso interno del Partito Operaio Unificato Polacco.

La destalinizzazione fu il processo di riforma politica avvenuta dopo la morte di Stalin, quando furono condannate e cambiate un gran numero di azioni intraprese dal dittatore durante il suo regime. Il febbraio del 1956 segnò l'inizio della distruzione della sua immagine, leadership e legalità socialista sotto la guida di Nikita Chruščёv al XX Congresso del PCUS. La fine della leadership di Stalin fu accolta con cambiamenti positivi e negativi che influenzarono la politica, le arti e la letteratura, l'economia e la struttura sociale.
La morte di Stalin e la destabilizzazione della sua iconica leadership furono accolte come una possibilità per nuove riforme e cambiamenti al regime precedentemente sotto il suo completo controllo. La forte stretta alle pubblicazioni, alla propaganda e ai cambiamenti economici e del governo, si allentò. Con il passaggio del controllo al governo, fu avviata idealmente una nuova via con un sistema di leadership collettiva con Chruščёv, Lavrentij Berija, Nikolaj Bulganin, Georgij Malenkov, Vjačeslav Molotov e Lazar' Kaganovič. La destalinizzazione fu presto messa in atto da Chruščёv mettendosi all'opposizione del governo e favorendo le future relazioni con l'occidente.
Dopo la morte di Stalin, il "Rapporto segreto" presentato da Chruščёv nel 1956 al XX Congresso del PCUS denunciò il culto della personalità di Stalin affermando che "è inammissibile ed estraneo allo spirito del marxismo-leninismo elevare una persona, trasformarla in un superuomo in possesso di caratteristiche sovrannaturali prossime a quelle di un dio." Il Rapporto segreto avviò una riforma politica nota come "l'avanzata/esposizione del culto della personalità", chiamata successivamente come destalinizzazione. Ciò portò a maggiori libertà che permisero al popolo di ribellarsi in Polonia e Ungheria, ma tali cambiamenti dovettero fronteggiare un'opposizione che anche dopo aver perso il favore con Stalin durante la leadership, parlavano a favore del suo regime contrapponendosi alla de-stalinizzazione e criticando il nuovo comitato al potere. Mao Zedong assieme ad altri leader comunisti come Enver Hoxha, mentre all'inizio appoggiava lo sforzo contro il "culto dell'individuo", criticò Chruščёv definendolo un opportunista che cercava di attaccare la leadership e le politiche di Stalin per implementare delle riforme diverse, che nell'era stalinista sarebbero state bollate come revisionismo anti-marxista.